# Tōkyō Jidōsha Seizo

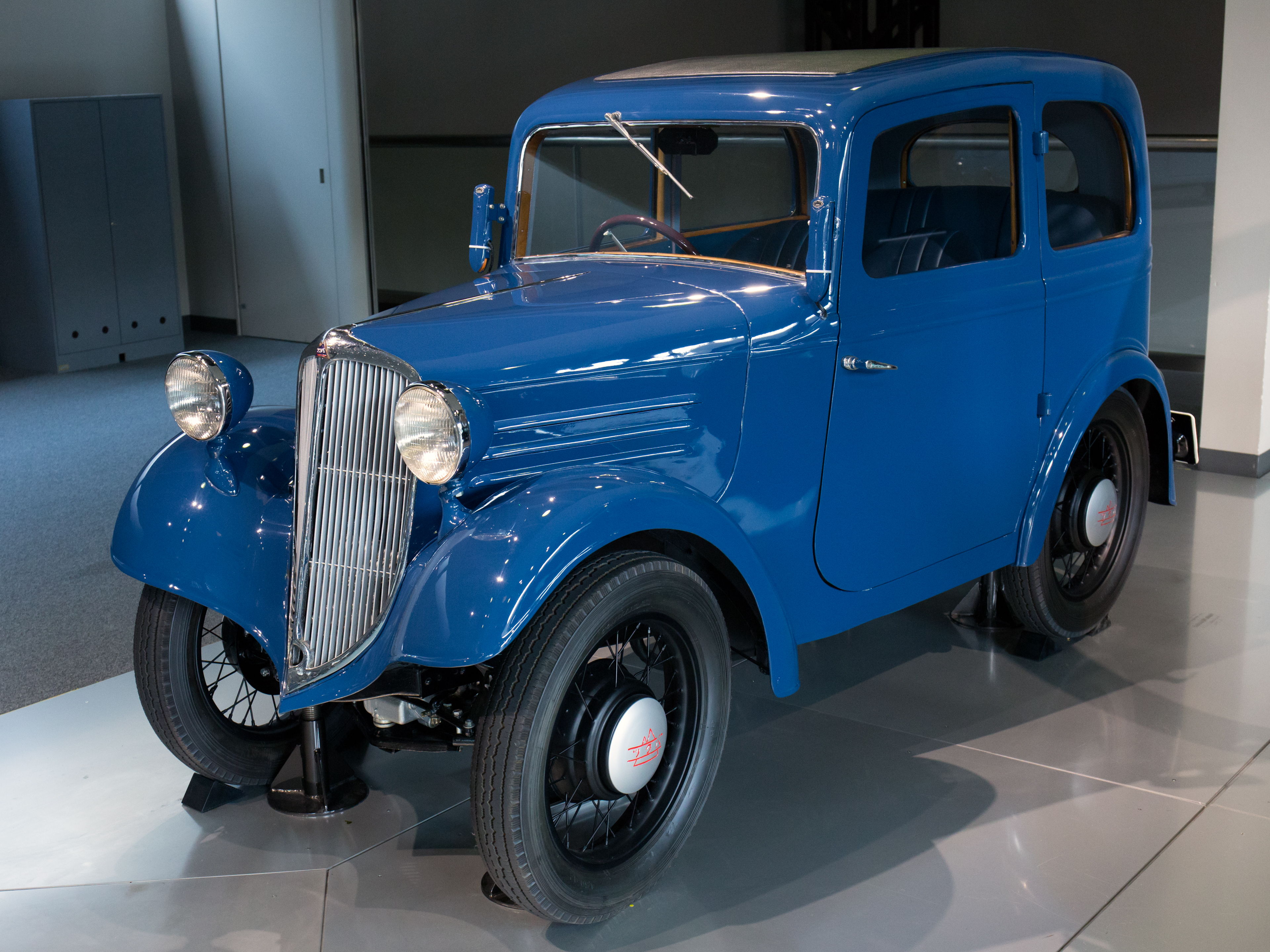
Tsukuba von 1935

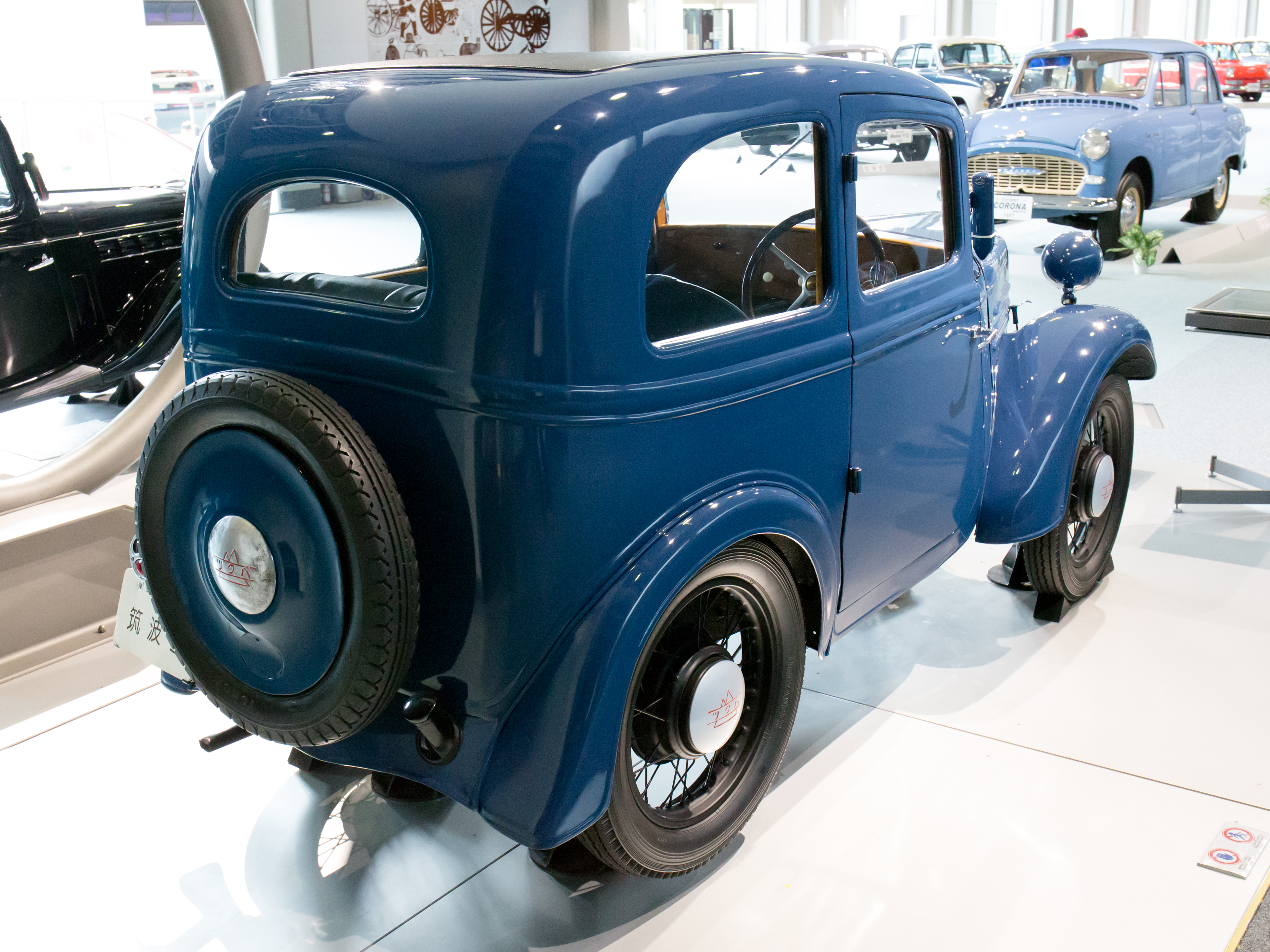
Heckansicht

Tōkyō Jidōsha Seizo Co. Ltd. war ein Hersteller von Kraftfahrzeugen aus Japan.

## Unternehmensgeschichte
Das Unternehmen aus Tokio begann 1934 oder 1935 mit der Produktion von Automobilen. Der Markenname lautete Tsukuba. 1937 endete die Pkw-Produktion. Eine andere Quelle gibt den Bauzeit der Personenkraftwagen mit 1935 bis 1938 an. Insgesamt entstanden etwa 50  oder etwa 130 Fahrzeuge. Einige wurden nach China exportiert.  Bis 1943 entstanden noch Kleintransporter.

## Fahrzeuge
Das einzige Pkw-Modell ähnelte den damaligen Kleinwagen von Datsun und Ohta. Ungewöhnlich war allerdings der V4-Motor mit 750 cm³ Hubraum und der Frontantrieb. Das Getriebe hatte drei Gänge. Zur Wahl standen Roadster, Tourenwagen und Limousine.
Eine andere Quelle sieht eine Ähnlichkeit zum Ford Eight und bestätigt den Frontantrieb. Vorgänger oder Vorbild war der Roland. Der Motor hatte 736 cm³ Hubraum und 7 bis 18 PS. Überliefert sind Limousine, Cabriolet, Phaeton und Kombi mit jeweils zwei Türen sowie Roadster, kleiner Lastkraftwagen und Auslieferung als Fahrgestell. Die Fahrzeuglänge ist mit 280 cm angegeben.